# Tunes (EP)
 (avril 2024).
Si vous disposez d'ouvrages ou d'articles de référence ou si vous connaissez des sites web de qualité traitant du thème abordé ici, merci de compléter l'article en donnant les références utiles à sa vérifiabilité et en les liant à la section « Notes et références ».
Tunes (EP) est le premier maxi de démos du groupe de rock danois Nephew, publié en 1997. Il s'agit d'un disque de démos réservé à la presse et aux labels. Il est sorti à seulement 500 exemplaires et est vendu aujourd'hui sur internet pour quelques milliers d'euros à des fans. Aucune de ces chansons ne s'est retrouvé sur les albums suivants de Nephew, sauf The Lost One qui est une première version de la chanson Speed Nation sur Swimming Time.

## Liste des titres
1. The Factory
2. Sailor's Tale
3. The Lost Ones
4. Hiver Friendship
5. How It Feels To Be A Man
6. Take On Me (reprise du groupe norvégien A-ha)